# Ícaro do Carmo Silva
Ícaro do Carmo Silva, noto semplicemente come Ícaro (Paracatu, 16 aprile 1989), è un calciatore brasiliano, difensore svincolato.

## Caratteristiche tecniche
È un difensore centrale.

## Carriera

### Club
Ha esordito fra i professionisti il 20 gennaio 2013 con la maglia del Grêmio Anápolis in occasione del match del Campionato Goiano perso 1-0 contro il CRAC.